# Anthophora dentilabris
Anthophora dentilabris är en biart som beskrevs av Morawitz 1894. Anthophora dentilabris ingår i släktet pälsbin, och familjen långtungebin. Inga underarter finns listade i Catalogue of Life.